# Akaʻaka
Akaʻaka – wieś we francuskim terytorium zamorskim Wallis i Futuna; położona na wyspie Wallis, w dystrykcie Hahake. W 2018 r. liczyła 474 mieszkańców.